# Château de Carlow
Le château de Carlow est un château fort, près du centre-ville de Carlow (comté de Carlow, Irlande). Il fut l’un des plus impressionnants châteaux normands en Irlande ; seuls le mur ouest et deux tours subsistent.
C'est un monument national irlandais.

## Architecture
Le château de Carlow est un donjon à plan rectangulaire, flanqué de quatre tours d’angle cylindriques. Il comportait à l’origine deux étages ; un troisième niveau est ajouté au XVe siècle. La moitié orientale, dont les fondations étaient minées, s’est effondrée en 1814. Seule la courtine ouest, avec ses deux tours d’angle, se dresse encore dans sa totalité.

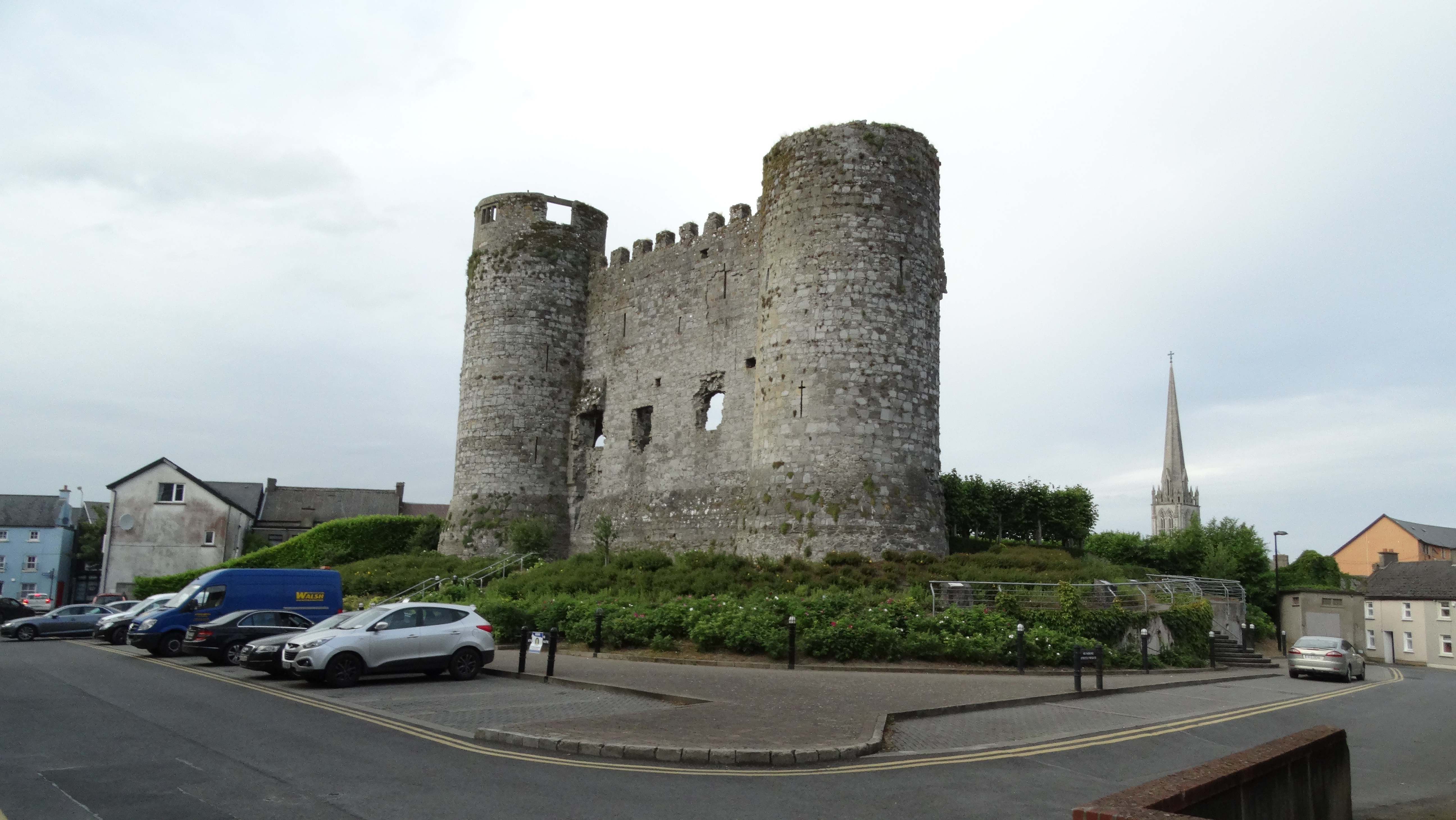

Le château est entièrement construit en pierres calcaires. Les murs sont percés de meurtrières en croix et de fenêtres à meneaux, et leurs sommets garnis de créneaux. L’entrée est situé au niveau du premier étage, dans le mur nord. Il donne accès aux autres niveaux par des escaliers de pierres, taillés dans l’épaisseur du mur ouest.
Il est bâti sur une butte rocheuse, aplanie artificiellement, au confluent des rivières Barrow et Burren.

## Histoire
Le château est bâti de 1207 à 1213 par Guillaume le Maréchal, premier comte de Pembroke, à l’emplacement d’une motte construite par Hugues de Lacy, lord de Meath, dans les années 1180. C’est l’un des premiers exemplaires de donjon à quatre tours des îles Britanniques.
En 1306, il devient la propriété de la Couronne avant d’être confié aux comtes de Norfolk ; ils le conserveront jusqu’en 1537. Il change plusieurs fois de mains avant d’être acquis par le comte de Thomond en 1616.
Il tombe aux mains des Confédérés durant les guerres confédérées irlandaises en 1642. Un détachement de l’armée du duc d'Ormonde délivre 500 Anglais prisonniers du château. Reconquis en 1650 par Henry Ireton, il est restitué au Comte de Thomond. Il passe par la suite à la famille Hamilton.
À partir de 1813, le château est loué à un médecin, le docteur Philip Parry Price Middleton, qui le transforme pour y installer un asile d'aliénés. En février 1814, en tentant de creuser un passage souterrain à la dynamite, tout le mur est s’effondre, entraînant les deux tours ainsi que les deux murs adjacents. Le chantier est abandonné.

## Fouilles
Des fouilles y ont été menées pour la première fois à partir de 1996, par une équipe d'archéologues dirigée par le Dr Kieran O'Conor de l'Office of Public Works (Bureau des travaux publics).
Ces fouilles ont permis de découvrir une série de trous de pieux ayant formé une palissade, ainsi que les restes d'un four pour sécher le grain. Ces vestiges s'étendent de part et d'autre des murs ouest, et indique qu'une construction préexistait au château actuel. Il s'agirait d'une motte castrale faite de bois et de terre construite dans les années 1180 par Hugues de Lacy. Vers 1210, le sommet de la butte a été arasé pour y édifier le donjon.